# La Providence de Notre-Dame des flots
La Providence de Notre-Dame des flots, venuda als Estats Units com The Providence of the Waves, or the Dream of a Poor Fisherman i a Gran Bretanya com The Fisher's Guardian Angel, va ser una pel·lícula muda de 1904 dirigida per Georges Méliès.

## Argument
Un pescador empobrit, que no guanya prou per mantenir la seva dona i la seva filla, demana ajuda davant una icona de la Verge Maria. S'adorm i somia amb la deessa Fortuna parada a la la seva roda, abocant-li or d'una banya de l'abundància. En despertar, el record del somni el porta a la desesperació. Està a punt de suïcidar-se amb un revòlver, però és aturat just a temps per la seva dona, que el retreu perquè estigui disposat a deixar la seva família desprotegida i sola.
Just aleshores, un noble filantròpic i la seva filla, que recorren el camp amb encàrrecs de caritat, s'aturen a la cabana del pescador i descobreixen la difícil situació de la seva família. El duet noble omple de regals la família pobra. Quan estan a la porta i a punt de marxar, la filla del noble pren momentàniament l'aparença de la icona de Maria. El pescador, sorprès que la seva pregària hagi estat contestada, s'agenolla en acció de gràcies.

## Producció i llançament
La pel·lícula és una de les poques incursions de Méliès en el realisme; altres pel·lícules seves del mateix estil foren L'Ange de Noël i Les Incendiaires, i hi ha també hi ha similituds amb les seves pel·lícules d'actualitat i notícies reconstruïdes. La descripció del catàleg nord-americà de La Providence de Notre-Dame des flots assenyala: "Aquí estem davant d'un tema moral i sentimental adaptat per a tots els públics. La interpretació dels actors, tot i ser sobria, és absolutament perfecta: es podria pensar que la realitat mateixa es desenrotlla davant els ulls"."
La pel·lícula també és un notable exemple primerenc d'un dispositiu narratiu cinematogràfic molt utilitzat en el qual una intervenció miraculosa està vinculada a un símbol de la Verge Maria, que la presenta com un deus ex machina indirecte. L'escenari de Méliès va ser adaptat i dirigit com a nou curtmetratge el 1988 per Gérard Krawczyk, com a part del programa de televisió TF1 Méliès 88, que inclou vuit respostes de directors de cinema moderns a pel·lícules perdudes de Méliès.
La Providence de Notre-Dame des flots va ser estrenada per la Star Film Company de Méliès i està numerada del 598 al 602 als seus catàlegs. Actualment es presumeix que la pel·lícula és perduda.

## Enllaços exgterns
- La Providence de Notre-Dame des flots a Internet Movie Database (anglès)